# Ях'я ібн-Яїш
Ях'я ібн-Яїш (Yahya ibn Ya'ish; бл. 1055 — бл. 1150) — португальський купець, фінансист. Алмошаріф Португалії. Засновник єврейського роду Ях'їв. Син Яїша. Підданий португальського короля Афонсу І. Учасник Реконкісти. Користувався пошаною португальського єврейства і короля. Після звільнення Сантарена отримав від Афонсу два будинки, які належали маврам-неграм. Через це мав прізвисько Чорний (Негру), що стало додатковим іменем його роду. Відповідав за збір податків і скарбницю. З 1148 року володів поселенням поблизу Обідуша, яке згодом іменувалося за його прізвиськом його нащадків Алдейя-душ-Негруш (село Чорних). Також — Яхія абен-Яїш (порт. Iáhia Aben-Yasich).